# Lasiurus atratus
Lasiurus atratus — вид рукокрилих, родини Лиликові.

## Поширення, поведінка
Країни проживання: Французька Гвіана, Гаяна, Суринам, Венесуела. Був виявлений в тропічних вічнозелених лісах і листопадних тропічних лісах; також на відкритих просторах. Спочиває у дуплах дерев і харчуються комахами в повітрі.